# Sebastian Kęciek
Sebastian Dominik Kęciek (ur. 25 czerwca 1990) – polski urzędnik, od 2022 do 2025 Ambasador Nadzwyczajny i Pełnomocny Rzeczypospolitej Polskiej na Węgrzech.

## Życiorys
Sebastian Kęciek uczęszczał do liceum w Mońkach. Absolwent stosunków międzynarodowych na Uniwersytecie Jagiellońskim, administracji na Wydziale Prawa i Administracji UJ oraz nauk o polityce w Akademii Ignatianum w Krakowie. Kształcił się także w zakresie zarządzania w administracji publicznej na IESE Business School w Barcelonie. Był stypendystą Fundacji im. Kazimierza Pułaskiego w ramach udziału w XI edycji Europejskiej Akademii Dyplomacji oraz stypendystą Uniwersytetu Loránda Eötvösa w Budapeszcie. W okresie studenckim działał w stowarzyszeniu Studenci dla Rzeczypospolitej. Publikował na temat polityki węgierskiej.
W latach 2017–2019 pracował w Ministerstwie Edukacji Narodowej, dochodząc od stanowiska eksperta do dyrektora Departamentu Współpracy Międzynarodowej. Odpowiadał za koordynację współpracy dwustronnej oraz współpracy z organizacjami działającymi w kraju i za granicą na rzecz Polonii i Polaków zamieszkałych za granicą. Był członkiem Rady Oświaty Polonijnej przy Ministrze Edukacji oraz sekretarzem Rady ds. Edukacji o Holokauście. Członek Rady Polsko-Ukraińskiej Wymiany Młodzieży.
W latach 2019–2022 był zastępcą dyrektora i dyrektorem Departamentu Koordynacji Projektów Międzynarodowych w Kancelarii Prezesa Rady Ministrów, gdzie odpowiadał między innymi za analizy z zakresu polityki zagranicznej, dyplomację publiczną i kulturalną, koordynację współpracy z korespondentami i mediami międzynarodowymi.
17 marca 2022 został mianowany ambasadorem RP na Węgrzech. Stanowisko oficjalnie objął 19 kwietnia 2022. W grudniu 2024 został wezwany do Warszawy na bezterminowe konsultacje w reakcji na udzielenie przez Węgry azylu politycznego Marcinowi Romanowskiemu. Pełnienie funkcji ambasadora zakończył 15 lipca 2025.

## Życie prywatne
Żonaty, ma dwóch synów i córkę.